# Gmina Nordfyn
Gmina Nordfyn (duń. Nordfyns Kommune) – gmina w Danii w regionie Dania Południowa.
Gmina powstała w 2007 roku na mocy reformy administracyjnej z połączenia gmin Bogense, Otterup i Søndersø.
Oryginalnie nowa gmina miała nosić nazwę „Bogense”, jednak w lokalnym referendum 14 czerwca 2006 przyjęto nazwę „Nordfyn”, czyli „Północna Fionia”.
Siedzibą gminy jest miasto Bogense.